# Ninkarraka Corona
La Ninkarraka Corona è una struttura geologica della superficie di Venere.